# Humphries Heights
Humphries Heights är en kulle i Antarktis. Den ligger i Västantarktis. Argentina, Chile och Storbritannien gör anspråk på området. Toppen på Humphries Heights är 535 meter över havet, eller 199 meter över den omgivande terrängen. Bredden vid basen är 5,4 km.
Terrängen runt Humphries Heights är kuperad. Havet är nära Humphries Heights åt nordväst. Trakten är obefolkad. Det finns inga samhällen i närheten.